# În film la Nașu
În film la Nașu este un film românesc din 2012 regizat de Cristina Iacob. Rolurile principale au fost interpretate de actorii Adrian Bogdan, Dorian Boguță, Florin Călinescu.

## Distribuție
Distribuția filmului este alcătuită din:
- Ion Sapdaru — Vania
- Ion Grosu — Slavic
- Dan Tomescu
- Ana Maria Mirică — Jenea Vrabie
- Cristian Iacob — Matei
- Diana Dumitrescu — Iulia
- Florin Călinescu
- Bogdan Cotleț — Căpățână
- Dorian Boguță — Napoleon Meremet
- Constantin Florescu — Mureșan
- Adrian Bogdan — Anton